# Аеродром Рим-Чампино
Међународни аеродром Рим-Чампино (итал. Aeroporto Internazionale di Roma–Ciampino "G. B. Pastine") је споредни међународни аеродром града Рима, смештен 12 километара јужно-југоисточно од града. Главни је Аеродром Рим-Фјумичино. Аеродром у Чампину има функцију цивилног, теретног и војног аеродрома. 
Аеродром је важно чвориште за многе нискотарифне авио-компаније, од којих је најприсутнији Рајанер. 
Аеродром носи име италијанског пилота из Првог светског рата, Ђовани Батисте Пастинеа. 

## Објекти

### Терминал
Аеродром има једну, једноспратну зграду путничког терминала која садржи објекте за одласке и доласке. Простор за одласке састоји се од главне сале са неким продавницама и услужним објектима, као и 31 шалтера за чекирање и 16 гејтова, са могућношћу укрцавања пешке или аутобусом, јер нема млазних мостова. Простор за доласке има посебан улаз и садржи четири траке за пртљаг, као и још неколико услужних шалтера.